# Osvaldo Cataldo
Osvaldo Andrés Cataldo Cataldo (Quillota, Chile, 3 de septiembre de 1982) es un exfutbolista y entrenador chileno.

## Trayectoria

### Como jugador
Jugaba como portero, se formó en las divisiones inferiores de Universidad de Chile, donde fue compañero de jugadores como Johnny Herrera, Renzo Yáñez, Waldo Ponce y Marco Olea, entre otros, no logrando debutar en el primer equipo laico. Defendió los colores de Trasandino, San Luis, Everton y Deportes Antofagasta.

### Como entrenador
El año 2011 se unió como entrenador a las divisiones inferiores de San Luis, donde trabajó hasta el año 2013.Luego, pasó por el fútbol joven de Naval, Universidad de Concepción, Iberia, Santiago Wanderers y Huachipato.Con el conjunto siderúrgico, campeonó en la serie proyección 2022, participando en la Copa Libertadores Sub-20 de 2022.
En diciembre de 2023 es anunciado como nuevo entrenador de Fernández Vial de la Segunda División chilena, en lo que será su primera experiencia dirigiendo un primer equipo.Luego de una crisis económica y deportiva del equipo, con el equipo en zona de descenso, el 12 de mayo de 2024 presentó su renuncia.

## Clubes

### Estadísticas como entrenador
| Fernández Vial · Chile | 3.ª                 | 2024                | 11 | 1 | 4 | 6 | Inc. | 0 | 0 | 0 | 0 | - | - | - | - | - | - | - | - | 11 | 1 | 4 | 6 | 21.21% | 12 | 14 | -2 | 7 |
| Fernández Vial · Chile | Total               | Total               | 11 | 1 | 4 | 6 |      | 0 | 0 | 0 | 0 | - | - | - | - | - | - | - | - | 11 | 1 | 4 | 6 | 21.21% | 12 | 14 | -2 | 7 |
| Total en su carrera    | Total en su carrera | Total en su carrera | 11 | 1 | 4 | 6 |      | 0 | 0 | 0 | 0 | 0 | 0 | 0 | 0 | - | - | - | - | 11 | 1 | 4 | 6 | 21.21% | 12 | 14 | -2 | 7 |

#### Resumen estadístico
| Competición               | Partidos | Ganados | Empatados | Perdidos | Rendimiento |
| ------------------------- | -------- | ------- | --------- | -------- | ----------- |
| Segunda División de Chile | 11       | 1       | 4         | 6        | 21.21%      |
| Copa Chile                | 0        | 0       | 0         | 0        | 0%          |
| TOTAL                     | 11       | 1       | 4         | 6        | 21.21%      |